# Guy de Faye (homme politique)
Ne doit pas être confondu avec Guy de Faye (évêque).
Guy de Faye, né en 1955 à Saint-Hélier, est un journaliste et une personnalité politique, ministre et député de Jersey.

## Biographie
Guy de Faye est le petit neveu du lieutenant Édouard (ou Edward) de Faye, tué le 20 novembre 1917 lors de la bataille de Cambrai durant la Première Guerre mondiale.
Guy de Faye étudie le droit à l'université Kingston située dans le Grand Londres. 

### Journalisme
Il est reporter et journaliste à Channel Television pendant huit années. Il passe ensuite comme chroniqueur et présentateur de nouvelles sur la BBC Jersey. Il travaille ensuite pour Independent Television News à Londres. Il travaille ensuite pour la chaîne de télévision financière américaine CNBC.

### Politique
Guy de Faye est élu député en décembre 2002 et succède à Philip Ozouf Jr. Il conserve son mandat de député jusqu'en décembre 2008.
Guy de Faye est ministre des transports et des Services techniques, des États de Jersey, de décembre 2005 à décembre 2008.  
Guy de Faye, en tant que ministre des transports et des services techniques, signe aujourd'hui les contrats avec la société CSBC (Jersey) Limited et la Compagnie d'électricité de Jersey, la construction d'une nouvelle usine de déchetterie et d'incinération au lieu-dit de La Collette qui fournira de l'énergie électrique, provenant de l'incinération des déchets, constituant un moyen fiable de dépôts des déchets pour les 25 prochaines années et fournissant jusqu'à 7 % des besoins en électricité de l'île de Jersey.
Guy de Faye, en tant que Ministre des transports, est contesté pour sa prise de position sur la non obligation de mettre la ceinture de sécurité pour les passagers arrière des véhicules. En cela, il ne suivait pas les dispositions réglementaires établies en Angleterre et même en France et ne soutint pas la campagne pour inciter les passagers à boucler leur ceinture.
Guy de Faye serait également à l'origine d'un décret qui aurait permis à tout propriétaire terrien de pouvoir traverser les propriétés voisines dans le but de pouvoir installer des conduites de raccordements d'adduction d'eau et de drainage en creusant dans les terrains et jardins voisins sans autorisation ni exigence de consensus, malgré l'avis contraire de ses propres officiers, dans ce qui pourrait être décrit comme une « Loi d'intrusion ». Les États de Jersey rejetèrent ce dispositif intrusif.
Guy de Faye n'est pas réélu aux élections de 2008. 